# Balajná
Balajná (del ruso: Балахна) es una ciudad del óblast de Nizhni Nóvgorod, en Rusia, centro administrativo del raión homónimo. Está situada en la orilla derecha del Volga, a 32 km al norte de Nizhni Nóvgorod. Su población era de 53.425 habitantes.

## Historia

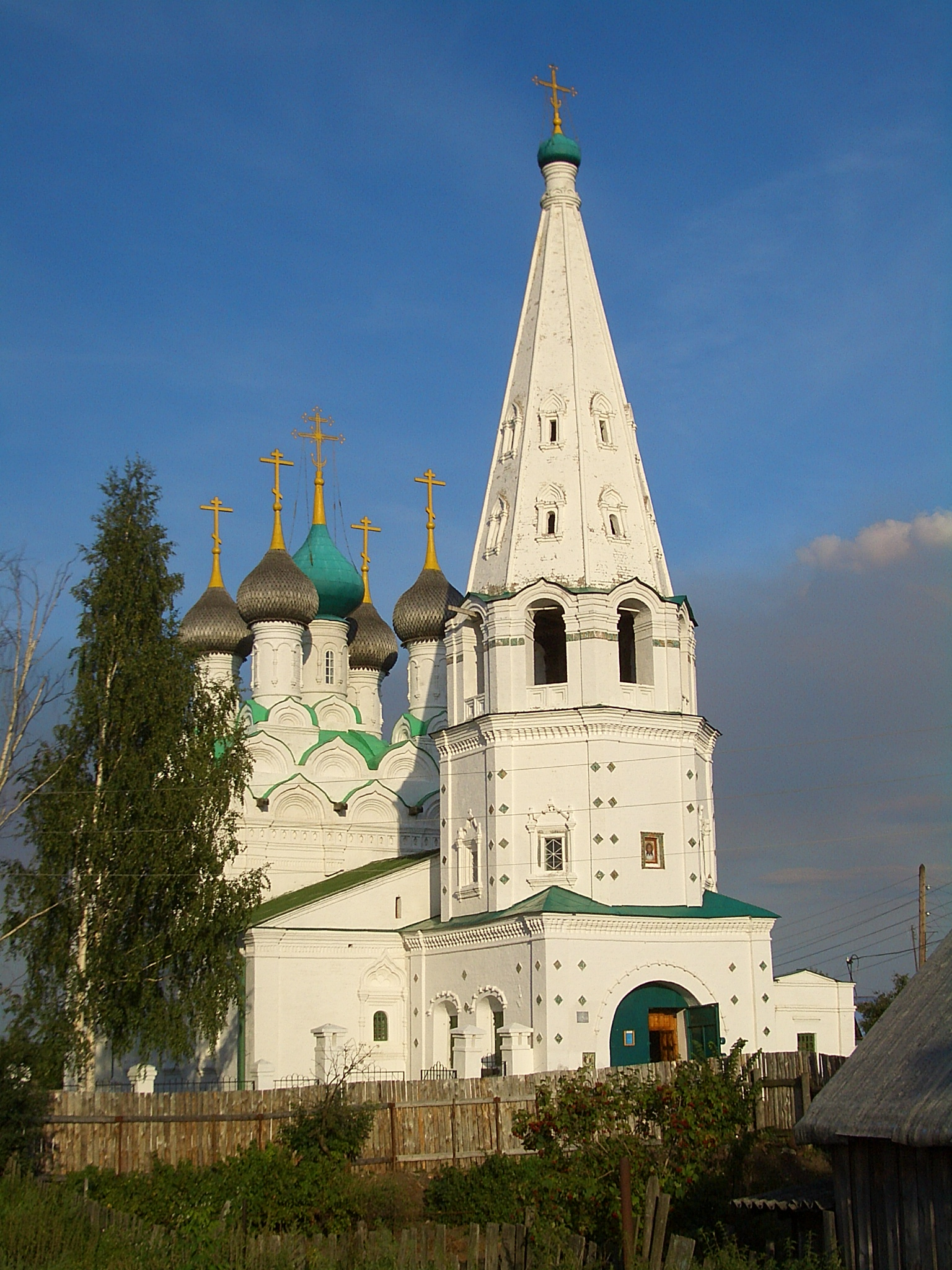
Iglesia del Salvador

Balajná fue fundada en 1474 con el nombre de Sol-na-Gorodets. Tras ser destruida por el Janato de Kazán en 1536 se construyó un fuerte de madera para proteger el asentamiento de las incursiones tártaras. Durante los tres siglos siguientes, Balajná prosperó como centro de intercambios de grano y sal.
Adam Olearius visitó y describió la ciudad en 1636. Ese año, varios armadores de Holstein se establecieron en la ciudad construyeron los primeros buques rusos, hecho que hizo de Balajná el principal centro de construcción naval de Rusia. Los habitantes de Balajná cogieron fama de habilidosos en la elaboración de vidrieras, que serían utilizadas para la decoración de la Iglesia del Salvador (1688) y otros templos locales. Balajná es una de las ciudades de Rusia que figura en el mapa-mundi de Ámsterdam de 1689 (aparece como Balaghna).
El edificio más antiguo de la ciudad (y de toda la región) en la iglesia de San Nicolás (1552), construida en ladrillo. Otra bonita iglesia, fechada en el siglo XVII, alberga actualmente un museo municipal. La iglesia de la Natividad (1675) es también destacable. Cerca de ella se encuentra una estua de Kuzmá Minin, que es oriundo de la ciudad.
La parte noroeste de la localidad se llama Právdinsk. Este asentamiento de tipo urbano fue anexado a Balajná. Debe su nombre al periódico moscovita Pravda, que en cierto momento era el principal cliente de la fábrica de papel local. Varios kilómetros al oeste de la ciudad, cerca del pueblo de Istomino se encuentra el Aeródromo de Istomino, anteriormente conocido como la Base aérea de Právdinsk.

## Demografía

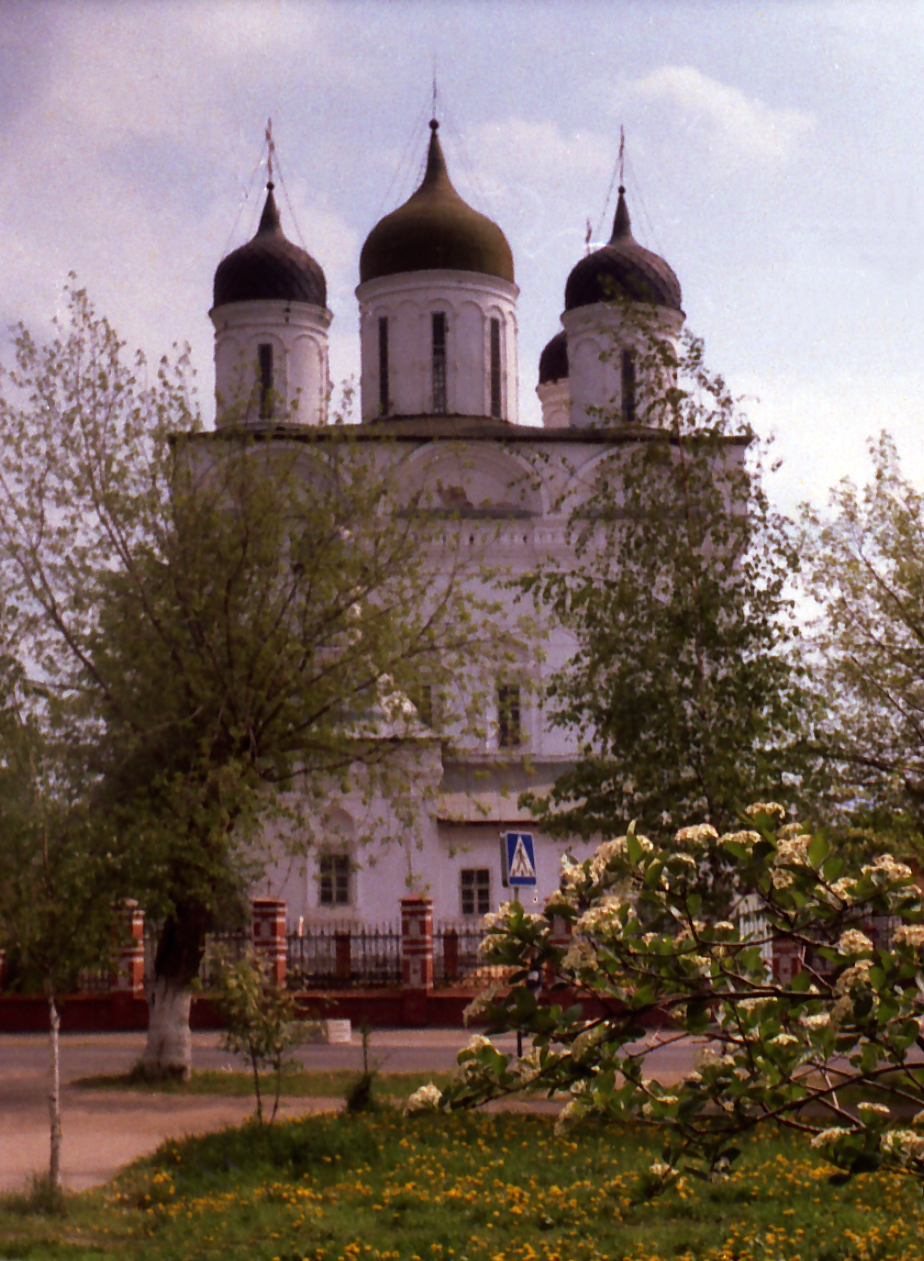
Iglesia de la Natividad.

| 1897   | 1926   | 1939   | 1959   | 1970   |
| ------ | ------ | ------ | ------ | ------ |
| 5 000  | 7 800  | 25 600 | 29 800 | 35 600 |
| 1979   | 1989   | 1996   | 2002   | 2007   |
| 35 500 | 32 133 | 63 600 | 57 338 | 54 500 |

## Personalidades
- Víctor Bushuev (1933 - 2003), halterófilo soviético.